# لوروا واتسون
لوروا واتسون (بالإنجليزية: Leroy Watson)‏ هو نبال بريطاني، ولد في 6 يوليو 1965 في بروسلي في المملكة المتحدة.

## وصلات خارجية
- لوروا واتسون على موقع أوليمبيديا (الإنجليزية)
- لوروا واتسون على موقع اللجنة الأولمبية البريطانية (الإنجليزية)